# Aston Martin DB11
El Aston Martin DB11 es un automóvil Gran Turismo de dos puertas de cisne, con motor central-delantero montado longitudinalmente y de tracción trasera, producido por el fabricante británico Aston Martin desde 2016.
Debutó en el Salón del Automóvil de Ginebra de 2016, sustituyendo al DB9. Es el primer modelo del plan second century (segundo siglo) de la marca y también el primero desde la alianza con Daimler AG, que proveerá electrónica y motores a Aston Martin.

## Diseño

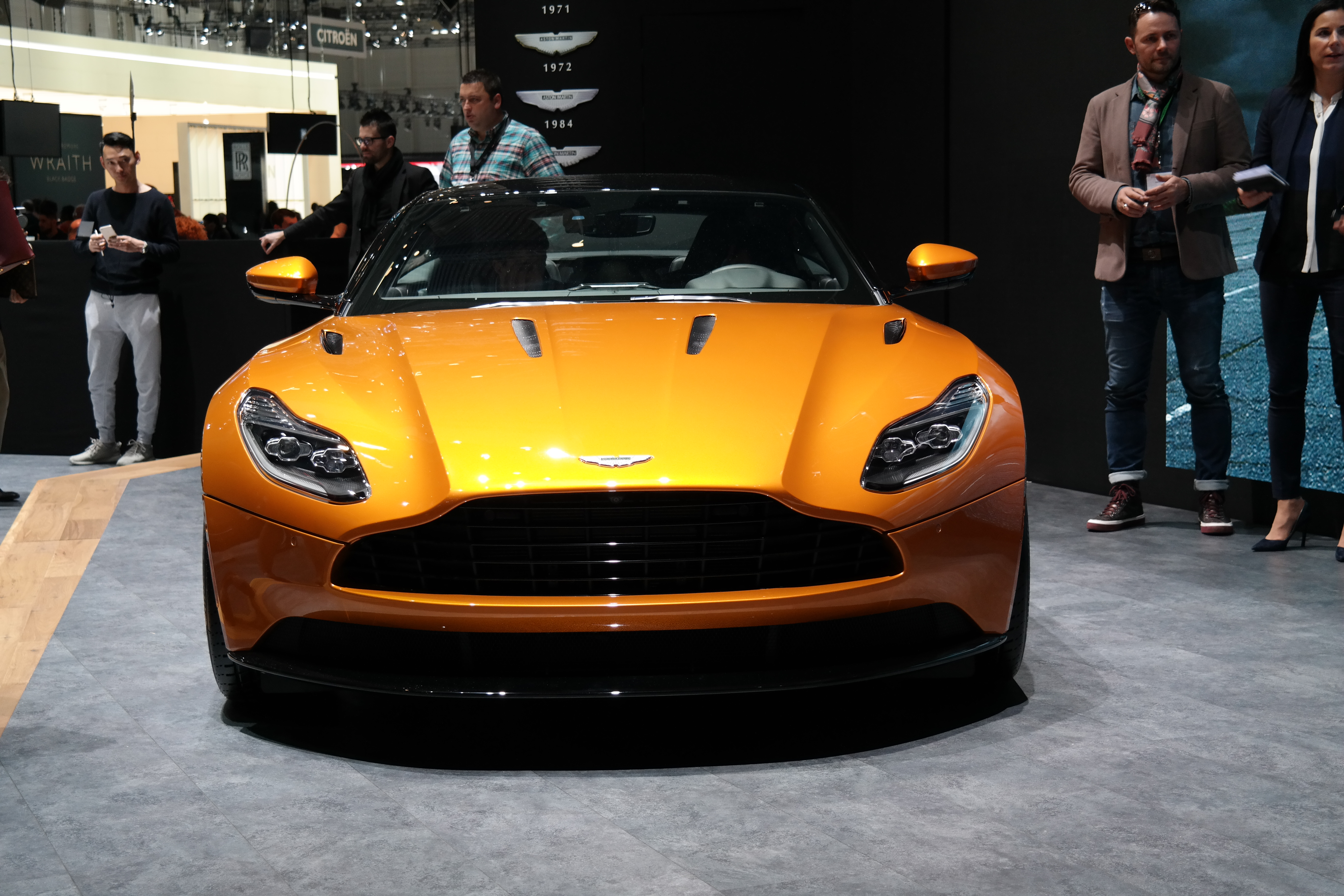
Presentación en el Salón del Automóvil de Ginebra de 2016.

Una filosofía de diseño sin miedo, ha llevado a la nueva imagen emblemática del DB11. La nueva y sorprendente parrilla, la cubierta del capó en forma de concha y el innovador Aston Martin Aeroblade™, que elimina ingeniosamente la necesidad de un spoiler trasero aprovechando el flujo de aire para mejorar la estabilidad.
Apoyado por una nueva estructura de carrocería de aluminio unida, que combina ligereza y fuerza, mientras que los paneles también son de aluminio haciendo reverencia a sus antepasados, lo cual establece un formidable nuevo estándar para Gran Turismos deportivos y lleva el legendario linaje DB a alturas sin precedentes.
Al instante reconocible, su diseño parece inherentemente correcto, pero totalmente diferente. Elementos familiares han evolucionado. La icónica rejilla del radiador ha sido reinterpretada, sus líneas y características amplificadas y celebradas. La nueva cabeza LED y luces traseras crean expresivas firmas visuales. Nuevos elementos triunfantes, como la dramática línea de techo, subrayan la confianza y originalidad. La más obvia diferencia visual es el techo que corre desde la base del pilar "A", arriba del cristal y a la base del pilar "C", el cual está disponible en aluminio, negro o el color de la carrocería.
Sus dimensiones son similares a las del DB9, siendo 1,2 pulgadas (3 cm) más largo, 2,7 pulgadas (6,9 cm) más ancho, 0,3 pulgadas (0,8 cm) más alto y sentándose en una batalla 2,5 pulgadas (6,4 cm) más larga. El peso es casi idéntico con 3902 libras (1770 kg), siendo solamente 33 libras (15 kg) menos, pero Aston Martin afirma que el nuevo motor es considerablemente más pesado y es por eso que la reducción de masa del casco de la carrocería es parcialmente disfrazada, con más espacio interior y unos casi usables asientos traseros, en lugar de un poco más que espacio para equipaje con cinturones de seguridad de lo que eran en el DB9.

## Interior

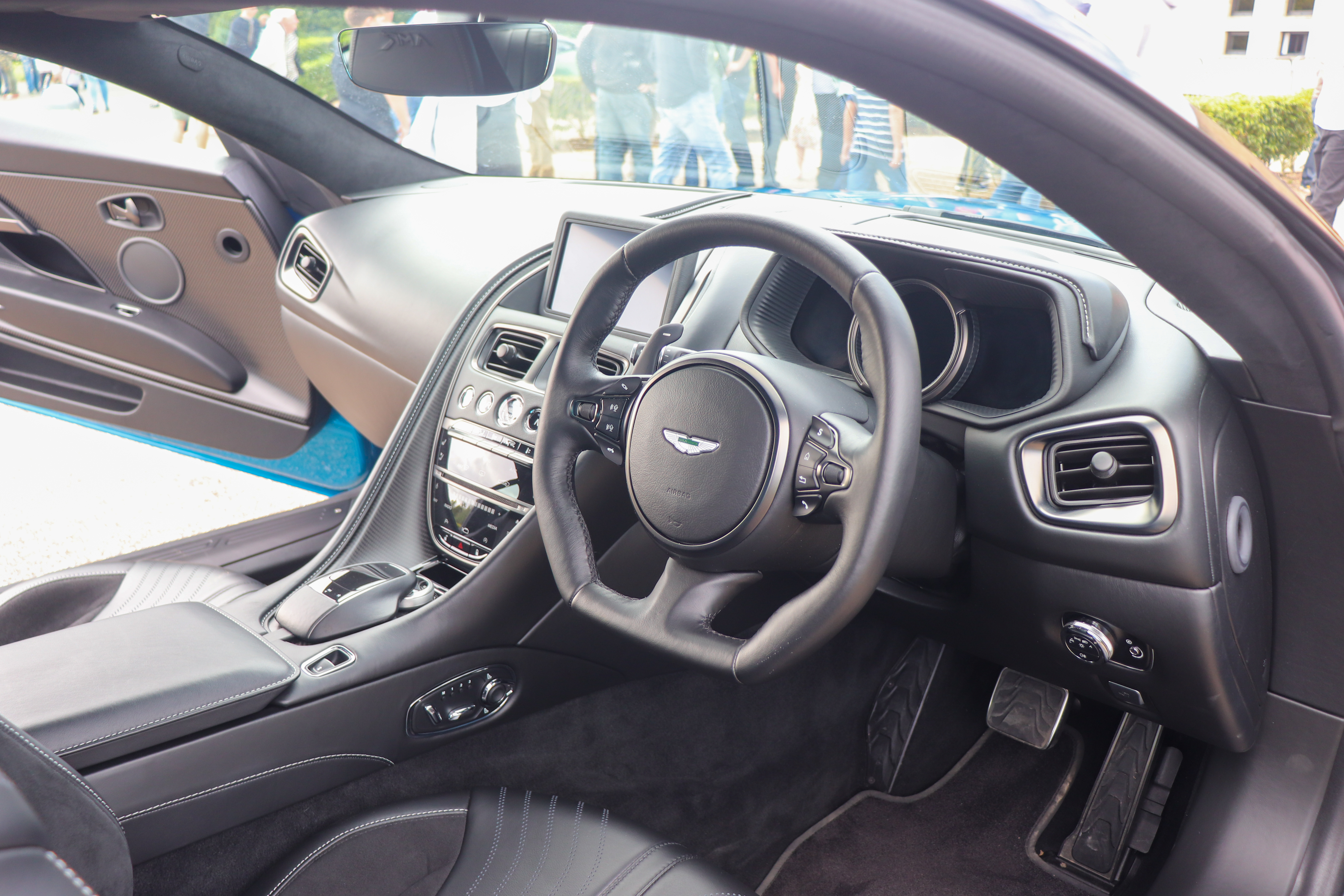
Interior del AMR de 2019.

El habitáculo es inmaculadamente acabado y se beneficia de un panel de instrumentos y una pantalla con display de 8 pulgadas (20,3 cm) en el centro del salpicadero. Algunas de las opciones incluyen un reposabrazos eléctrico, un sistema de sonido Bang & Olufsen de 1000 vatios y una cámara de visión de 360°, aunque no obtiene muchos de los sistemas de seguridad activa de Mercedes como se esperaba que aparecieran. La carencia de control de crucero adaptativo, parece particularmente en contra de un coche moderno que ha sido diseñado alrededor de un corto Gran Turismo.
El espacio para los pasajeros se ha mejorado mucho, ya que se han movido las llantas delanteras 65 mm (2,6 pulgadas) más hacia adelante, asegurando así más espacio en la parte delantera y trasera del habitáculo, incluso cuenta con asientos especiales ISOFIX para niños montados en la parte trasera.
Ninguna parte en particular se ha tomado del anterior DB9, solamente tienen en común el proceso de producción. La carrocería es la más rígida jamás construida por el fabricante y es alrededor de 20 kg (44 libras) más ligera que la de su predecesor.
La personalización es clave, ya que para los jefes de diseño de Aston Martin es el más personalizable jamás fabricado. Los clientes potenciales pueden cambiarlo todo desde el interior hasta el color de los paneles exteriores del techo.

## Características

### Chasis y bastidor
Al tener una batalla 65 mm (2,6 pulgadas) más larga, se ha montado el V12 más hacia atrás en el chasis para mejorar la distribución de peso de 51% delante y 49% atrás. El nuevo chasis, la suspensión, la dirección y la electrónica han sido completamente reelaborados bajo la supervisión del experto excolaborador de Lotus Matt Becker, quien es ahora el jefe de ingeniería de atributos de vehículos Aston Martin.

#### Dirección
Presenta un volante con dirección asistida eléctrica para ofrecer un mayor margen de ajuste y mejoras en la eficiencia del combustible, con una relación de dirección de 13:1 dependiente de la velocidad, con 2,4 giros de bloqueo a bloqueo, así como también inclinación y ajuste de la columna eléctrica.

#### Suspensión
Debajo de la superficie hay más innovación. Tiene una suspensión independiente multibrazo trasera de doble espoleta, muelles helicoidales, barra estabilizadora y amortiguadores adaptativos Bilstein, los cuales pueden incrementar su firmeza al presionar un botón por separado. Además cuenta con un nuevo e inteligente sistema aerodinámico, el cual dirige el aire alrededor del coche sin la necesidad de ostentosos alerones ni vastos difusores, así como el llamado Adaptive Damping System (ADS) con tecnología Skyhook de tres modalidades diferentes: GT, Sport & Sport +.

#### Frenos
Está equipado con discos ventilados de acero de dos piezas de 400 x 36 mm (15,7 x 1,4 pulgadas) de diámetro con pinzas (cálipers) de seis pistones en la parte delantera, mientras que en la parte posterior presenta fundidos a presión de 360 x 32 mm (14,2 x 1,3 pulgadas) con pinzas de cuatro pistones.

#### Ruedas
Tiene neumáticos Bridgestone S007 en llantas estándar con medidas 255/40 ZR 20 x 9 pulgadas (50,8 x 22,9 cm) delante y 295/35 ZR 20 x 11 pulgadas (50,8 x 27,9 cm) atrás, los cuales tienen un dibujo, una construcción y un compuesto a medida.

### Motores

#### V12

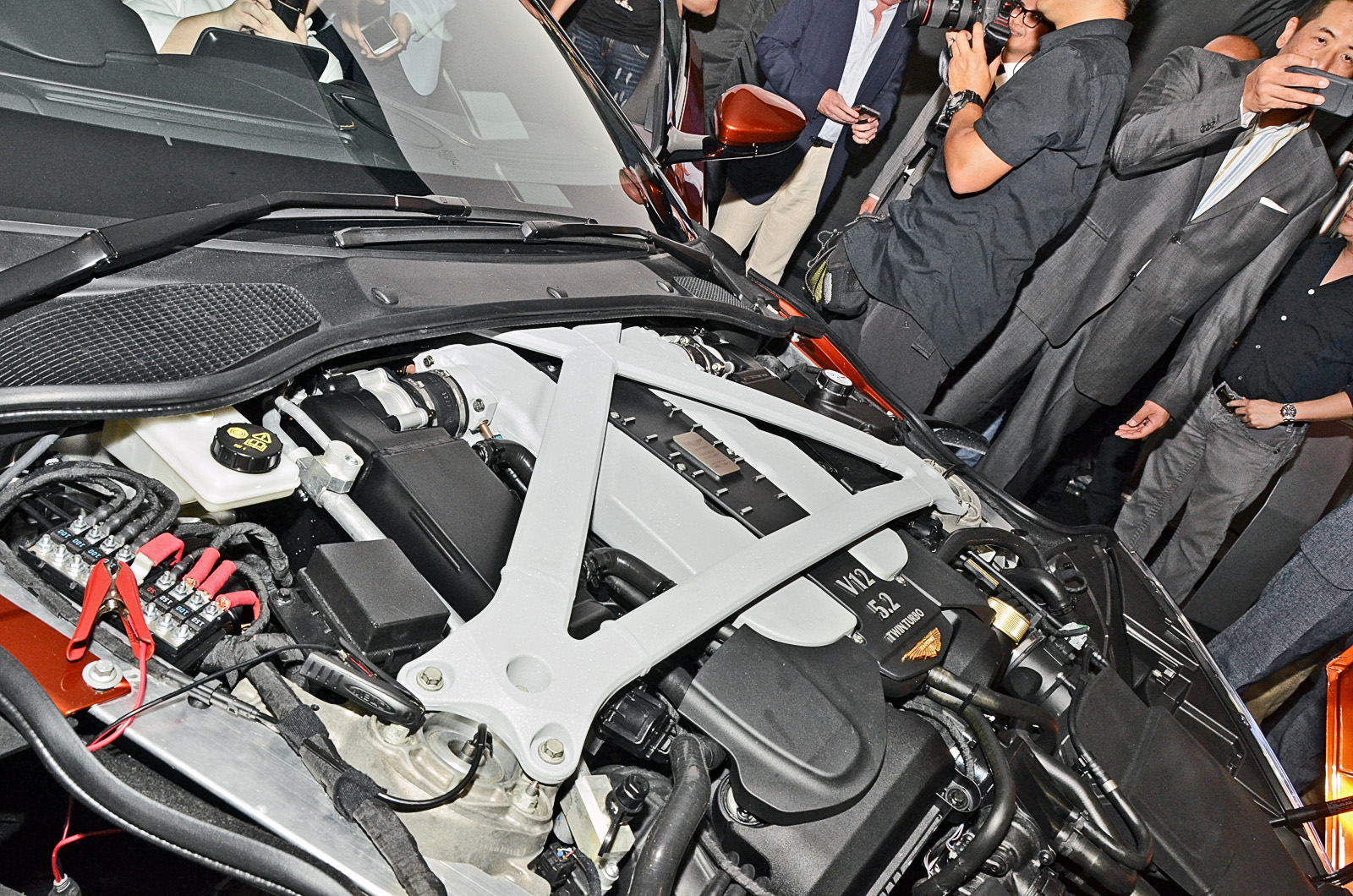
Motor V12 del DB11.

Tiene un motor V12 a 60° con código AE31, inyección electrónica y sobrealimentación biturbo de 5204 cm³ (5,2 L; 317,6 plg³), el cual comparte el mismo diámetro que el anterior de 5935 cm³ (5,9 litros) y que sería construido en Colonia (Alemania), aunque todo lo demás es nuevo. Entrega una potencia máxima de 600 HP (608 CV; 447 kW) a las 6500 rpm y un par máximo de 700 N·m (516 lb·pie) desde las 1500 rpm hasta las 5000 rpm.
Ha sido desarrollado para entregar una respuesta sin retraso del turbo ("turbo lag") con un intercooler agua-aire por cada bancada de cilindros, lo cual facilita la desactivación de cilindros al apagar todo un banco bajo un suave uso para convertirse en un seis en línea de 2,6 litros. Además de ser el primer motor sobrealimentado por turbocompresor de la historia de Aston Martin, es también el DB de calle más potente de la historia.
Acelera de 0 a 100 km/h (62 mph) en 3,9 segundos y tiene una velocidad máxima de 200 mph (322 km/h). Cumple con la clase de eficiencia energética G y no tiene un sistema sintetizado para aumentar el ruido del motor.

#### V8
En junio de 2017, Aston Martin develó una nueva versión utilizando un motor V8 de origen Mercedes-AMG, siendo el primer modelo de la firma británica en contar con una motorización derivada de la colaboración técnica entre ambas marcas. Esta nueva versión es más barata que el equipado con el V12 y mucho más dinámica, por lo que el V12 sería el gran turismo, mientras que el V8 sería una versión más deportiva.
Es también biturbo, pero con inyección directa de 3982 cm³ (4 litros) fabricado en Affalterbach, con una gestión electrónica propia a Aston Martin, el cual es instalado en la factoría de Gaydon. Desarrolla 503 HP (510 CV; 375 kW) y un par máximo de 675 N·m (498 lb·pie), es decir, la misma potencia que en un Mercedes-Benz C63 S AMG, pero con 25 N·m (18 lb·pie) menos de par motor.
En términos de prestaciones, el V8 no se diferencia mucho del V12, pues ejecuta el 0 a 100 km/h (62 mph) en 4 segundos, mientras que el V12 lo hace en 3,9 segundos. Este motor está situado más abajo en el vano motor y más cerca del centro del coche y siempre por detrás del eje delantero. Además, al perder 4 cilindros en la operación, su peso se ha reducido 115 kg (254 libras), para un total de 1655 kg (3649 libras).
Estéticamente, la diferencias entre ambos son mínimas, tales como: nuevas llantas de 20 pulgadas (50,8 cm), dos extractores de aire en el capó (cuatro en el V12) y faros oscurecidos.
Sus emisiones de CO2 están entre 230 a 265 g (8,1 a 9,3 onzas)/km.

### Transmisión
El motor va asociado a una transmisión automática ZF con convertidor de par de 8 ocho velocidades montada en la parte trasera, con un sistema de control electrónico de cambio por cable que envía el par al eje trasero, equipado con diferencial de deslizamiento limitado. Además, presenta un tubo de par de aleación con eje de transmisión de fibra de carbono, con una relación final de 2,703:1.

## Variantes

### DB11 Volante

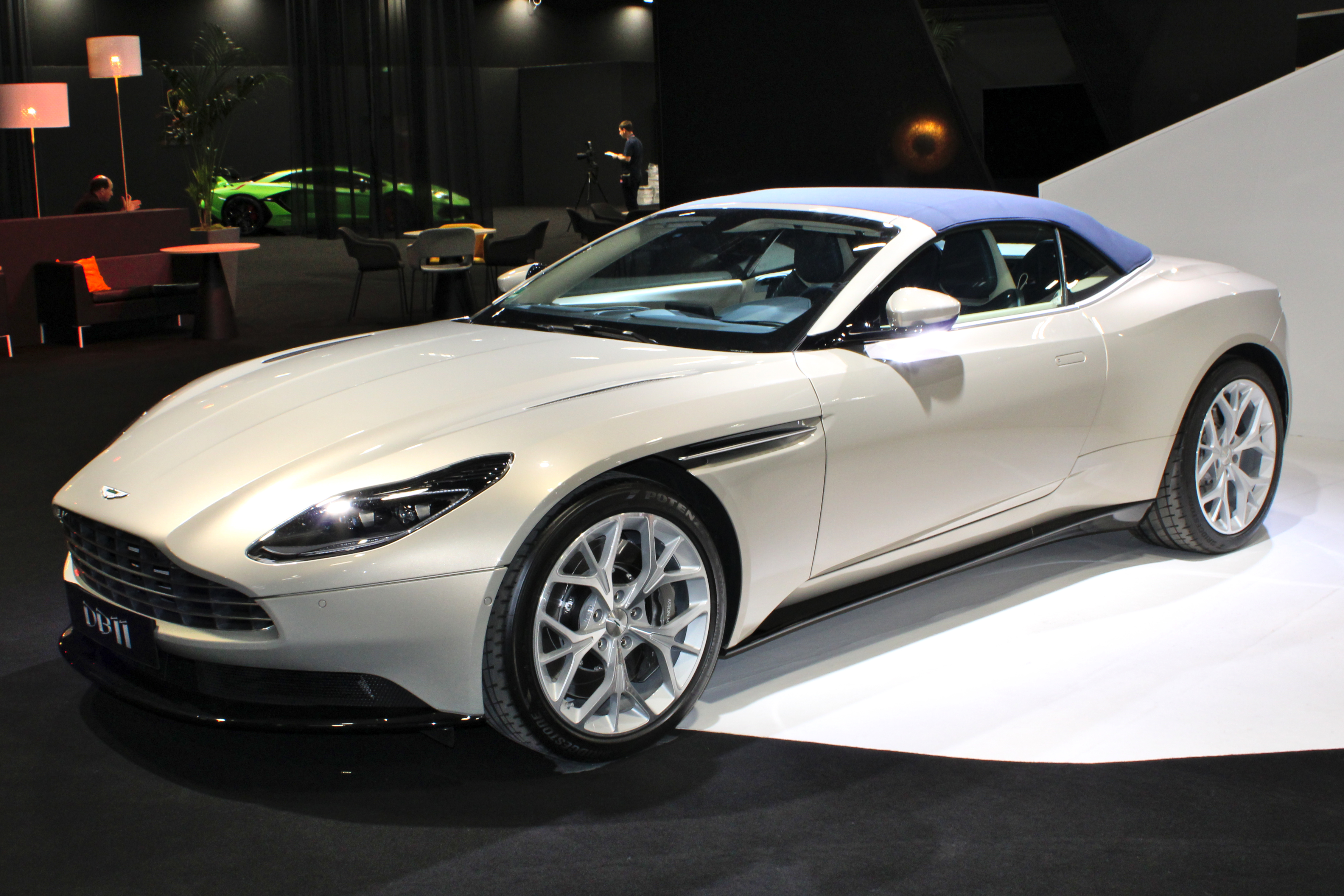
En el Salón del Automóvil de París de 2018.

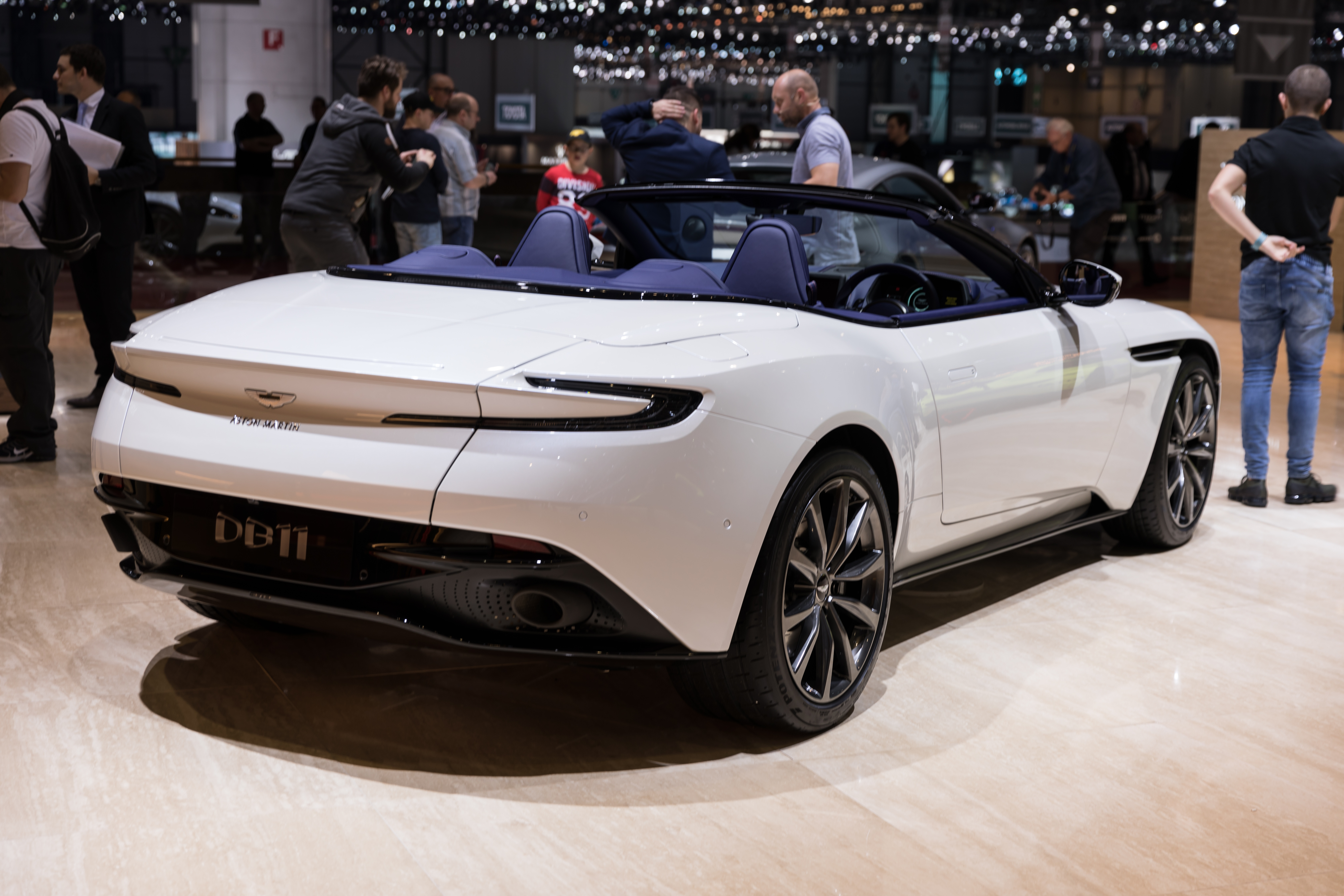
En el Salón del Automóvil de Ginebra de 2018 en Le Grand-Saconnex.

Es la variante descapotable de este GT británico. Además de la ausencia de techo, se ofrecería únicamente con la motorización V8 AMG, ya no el V12. Esta versión está basada en una carrocería de aluminio mucho más ligera, rígida, eficiente y de mejores prestaciones que su predecesor. Las primeras entregas tendrían lugar en el primer trimestre de 2018.
A nivel estético, cuenta con 4,75 m (187 pulgadas) de largo y luce el mismo diseño que el coupé con faros y pilotos LED, aunque añade molduras de madera o fibra de carbono para las cubiertas traseras de los asientos, llantas de aleación en nuevo diseño o una capota de lona de ocho capas disponible en diversos colores, la cual promete aislar a los ocupantes del ruido y la temperatura exterior, con un mecanismo automático de plegado que permite quitarla en únicamente 14 segundos y volverla a poner en 16 segundos,  pudiéndose operar desde la llave o desde el propio habitáculo, a velocidades de hasta 50 km/h (31 mph). El nuevo sistema para la capota facilita también que tenga un 20% más de capacidad de maletero que su predecesor, el DB9 Volante.
El bloque es el mismo de la nueva versión V8, que desarrolla una potencia máxima de 503 HP (510 CV; 375 kW) a las 6000 rpm y un par máximo de 675 N·m (498 lb·pie) entre las 2000 y 5000 rpm, el cual permite un 0 a 100 km/h (62 mph) en 4,1 segundos, de 0 a en 160 km/h (99 mph) en 8,8 segundos y una velocidad máxima de 300 km/h (186 mph), con un peso de 1870 kg (4123 libras) en vacío y una distribución de peso de 47% delante y 53% detrás.
En cuanto al equipamiento interior destacan: tapicería de cuero, recubrimientos de alcantara, asientos eléctricos y calefactados, sensores de estacionamiento, control de crucero y limitador de velocidad, volante calefactado y navegador. Opcionalmente, también están disponibles: un deflector de viento, asientos ventilados, molduras interiores adicionales, cinturones de seguridad en otros colores, pinzas de freno también de otros colores, sistema de sonido Bang & Olufsen de 13 altavoces o diversos diseños de llantas.

### DB11 AMR

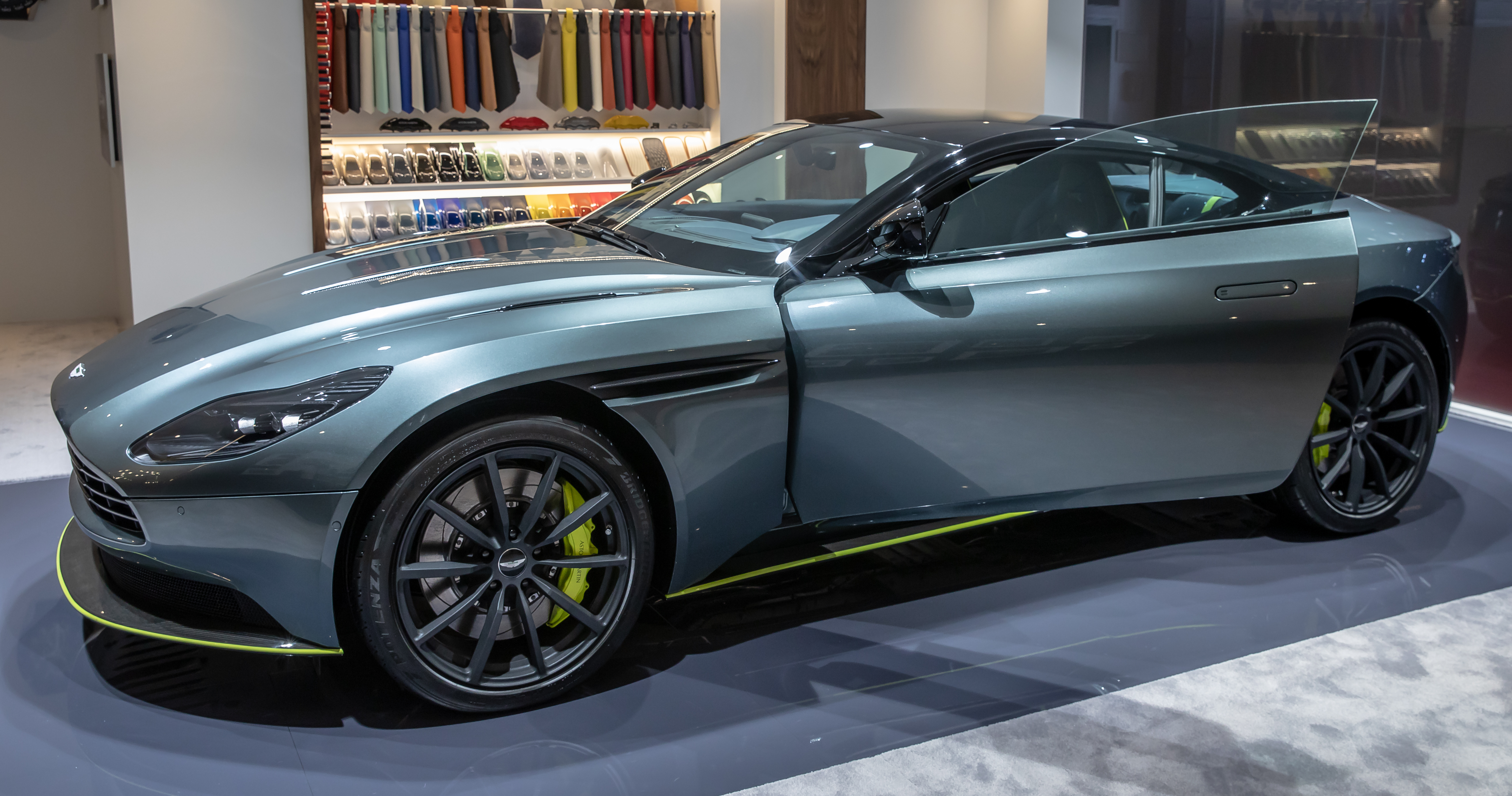
En el Salón del Automóvil de Ginebra de 2019.

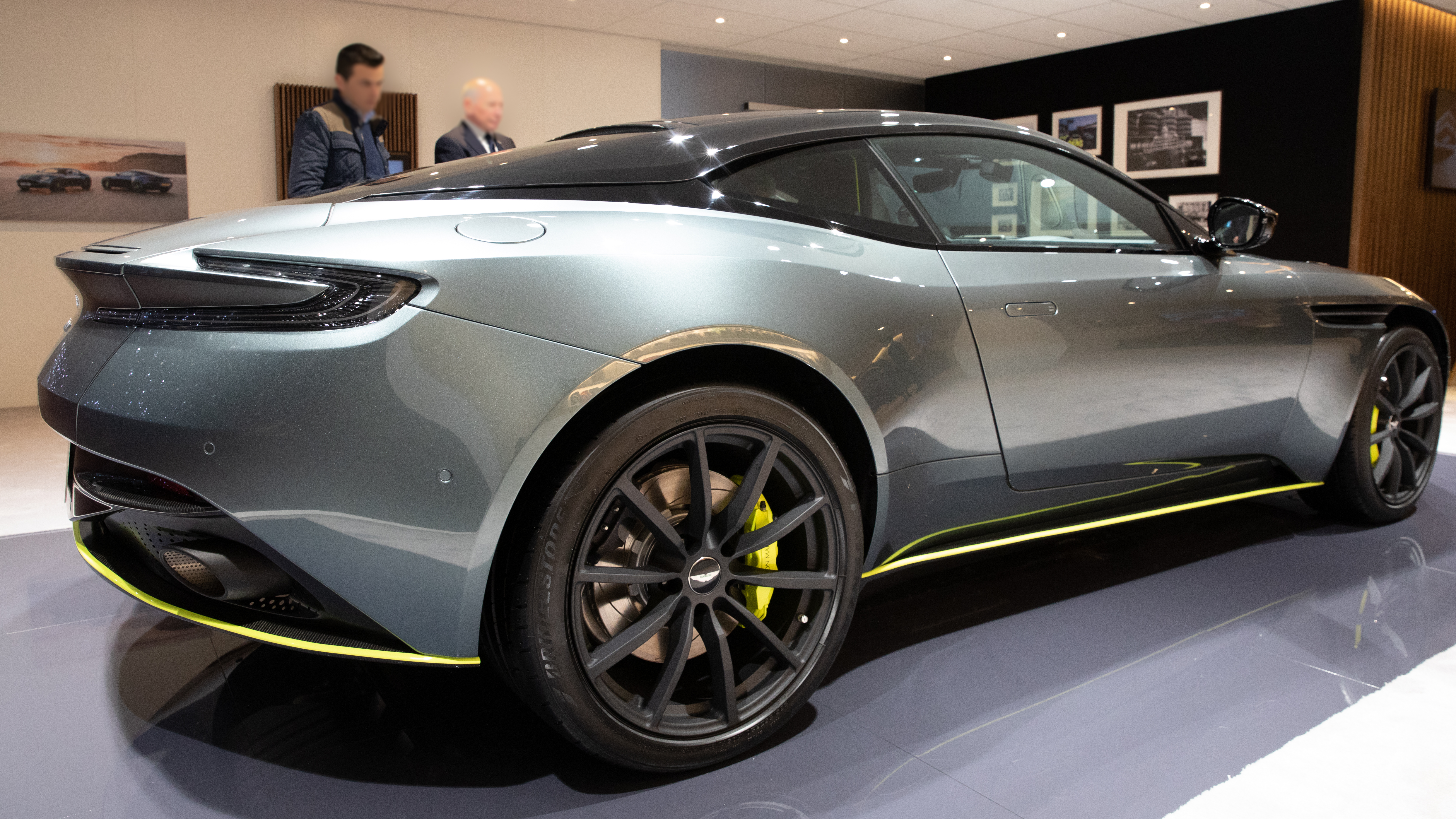
Vista trasera 3/4.

Esta versión mejora en rendimiento, potencia, dinamismo y detalles estéticos exclusivos, que viene a convertirse en la variante más potente del modelo. Su producción sería limitada en 100 unidades exclusivamente, cuya salida al mercado estaría estimada para el verano de 2018.
Toma como base el motor V12 del modelo convencional únicamente, con una potencia que se eleva hasta los 630 HP (639 CV; 470 kW), es decir, un incremento de 30 HP (30 CV; 22 kW), aunque mantiene el mismo par máximo de 700 N·m (516 lb·pie). Con esto consigue mejorar sus prestaciones al acelerar de 0 a 100 km/h (62 mph) en 3,7 segundos y alcanza una velocidad máxima de 335 km/h (208 mph). El sonido es ligeramente más deportivo gracias a la incorporación de un nuevo sistema de escape y de su dinámica, que mejora gracias a la calibración de la transmisión automática de ocho velocidades, así como de la suspensión.
En cuanto a la estética, presenta una nueva franja transversal en verde lima que cruza longitudinalmente desde el capó hasta la zaga y que también se combina con unas pinzas de freno en la misma tonalidad, la cual contrasta con la carrocería en gris, con las ópticas que también se han ahumado, el techo en negro brillante o los acentos en fibra de carbono que se extienden a todo lo largo y ancho, aunque también se ofrece la opción de prescindir de dicha franja lima por un azul oscuro.
Su habitáculo también recibe modificaciones, combinando el acabado en cuero negro "Dark Knight" o beige, según la versión, con detalles en verde lima, en fibra de carbono vista y en acentos cromados.

## Especificaciones
| Variantes                             | V12 | V8 | AMR |
| ------------------------------------- | --- | --- | --- |
| Distribución                          | Doble (DOHC) árbol de levas a la cabeza por cada bancada de cilindros y 4 válvulas por cilindro, con VVT dual. | Doble (DOHC) árbol de levas a la cabeza por cada bancada de cilindros y 4 válvulas por cilindro, con VVT dual. | Doble (DOHC) árbol de levas a la cabeza por cada bancada de cilindros y 4 válvulas por cilindro, con VVT dual. |
| Capacidad del depósito de combustible | 78 litros (20,6 galAm). | 78 litros (20,6 galAm). | 78 litros (20,6 galAm). |
| Cilindrada                            | 5204 cm³ (5,2 L; 317,6 plg³). | 3982 cm³ (4 L; 243 plg³). | 5204 cm³ (5,2 L; 317,6 plg³). |
| Diámetro x carrera                    | 89 x 69,7 mm (3,50 x 2,74 plg). | 83 x 92 mm (3,27 x 3,62 plg). | 89 x 69,7 mm (3,50 x 2,74 plg). |
| Relación de compresión                | 9,2:1. | 10,5:1. | 9,3:1. |
| Potencia máxima                       | 600 HP (608 CV; 447 kW) @ 6500 rpm. | 503 HP (510 CV; 375 kW) @ 6000 rpm. | 630 HP (639 CV; 470 kW) @ 6500 rpm. |
| Par máximo                            | 700 N·m (516 lb·pie) @ 1500-5000 rpm. | 675 N·m (498 lb·pie) @ 2000-5000 rpm. | 700 N·m (516 lb·pie) desde las 1500 rpm. |
| Aceleración 0-100 km/h (62 mph)       | 3,9 segundos. | 4 segundos. | 3,7 segundos. |
| Velocidad máxima                      | 200 mph (322 km/h). | 187 mph (301 km/h). | 208 mph (335 km/h). |
| Asistencias                           | Sistema antibloqueo de frenos (ABS), freno de estacionamiento eléctrico, control de estabilidad dinámico (DSC), control de tracción (TC), reparto de frenada electrónico (EBD), asistencia de frenado de emergencia (EBA), asistencia de frenado hidráulico (HBA), control positivo del par (PTC), vectorización dinámica del par (DTV), control de lanzamiento (Launch Control), entre otras. | Sistema antibloqueo de frenos (ABS), freno de estacionamiento eléctrico, control de estabilidad dinámico (DSC), control de tracción (TC), reparto de frenada electrónico (EBD), asistencia de frenado de emergencia (EBA), asistencia de frenado hidráulico (HBA), control positivo del par (PTC), vectorización dinámica del par (DTV), control de lanzamiento (Launch Control), entre otras. | Sistema antibloqueo de frenos (ABS), freno de estacionamiento eléctrico, control de estabilidad dinámico (DSC), control de tracción (TC), reparto de frenada electrónico (EBD), asistencia de frenado de emergencia (EBA), asistencia de frenado hidráulico (HBA), control positivo del par (PTC), vectorización dinámica del par (DTV), control de lanzamiento (Launch Control), entre otras. |